# Nowa Szwecja

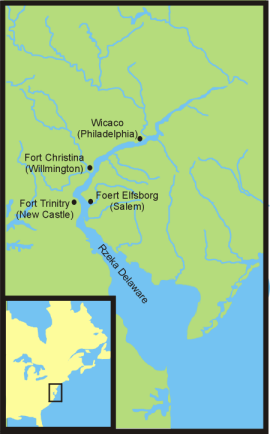
Nowa Szwecja

Nowa Szwecja, rok 1650

Nowa Szwecja (szw. Nya Sverige) – dawna szwedzka kolonia w Ameryce Północnej, obejmowała obszary części dzisiejszych stanów Delaware, New Jersey, Pensylwania i Maryland i istniała od 29 marca 1638 do września 1655 roku.

## Historia
W początkach XVII wieku Szwecja wkroczyła na scenę europejską jako potęga militarna. Zdecydowała się także włączyć w rywalizację kolonialną. W 1637 grupa szwedzkich oraz związanych z nimi holenderskich i niemieckich kupców utworzyła Kompanię Nowej Szwecji, której zamierzeniem był handel futrami i tytoniem. Pierwszym przedsięwzięciem Kompanii była wyprawa dwóch okrętów – "Kalmar Nyckel" (wyjątkowy, bo przemierzył Atlantyk w sumie cztery razy) i "Fågel Grip", pod dowództwem Petera Minuita. Minuit był wcześniej gubernatorem holenderskiej kolonii Nowa Holandia obejmującej wyspę Manhattan, posiadał więc odpowiednie doświadczenie, w kierowaniu tego typu przedsięwzięciami.
Koloniści wylądowali w marcu 1638 na wybrzeżu amerykańskim u ujścia rzeki Delaware. Zbudowali pierwszą osadę Fort Christina (dzisiejszy Wilmington), nazwany tak na cześć szwedzkiej królowej Krystyny. W ciągu kolejnych siedemnastu lat do brzegów Delaware w sumie przybyło jedenaście statków, przywożąc około 600 osiedleńców, głównie Szwedów i Finów. Kolonia rozłożyła się wzdłuż obu brzegów rzeki obejmując żyzne okolice jej szerokiej delty. Z czasem kolonia powiększyła się obejmując także tereny leżące dalej w górę biegu rzeki. Swoją największą świetność osiągnęła w latach 1643-1653, gdy jej gubernatorem był Johan Printz. Po jego odwołaniu gubernatorem został Johan Rising.
Nowy gubernator uwikłał kolonię w wojnę z pobliską Nową Holandią, z którą wcześniej kolonia utrzymywała przyjazne stosunki. Szwedzi zaatakowali i zajęli Fort Casimir, zmieniając jego nazwę na Fort Trinity. Holendrzy pod wodzą swojego dynamicznego gubernatora Petera Stuyvesanta odpowiedzieli na atak sprowokowany zmianą układów sojuszniczych w Europie po wojnie trzydziestoletniej. Latem 1655 holenderski oddział składający się z 317 zbrojnych pojawił się u ujścia rzeki. Odbił Fort Trinity zajmując także Fort Christina i włączając cały obszar kolonii do Nowej Holandii.
Pomimo utraty kontroli nad Nową Szwecją, skandynawscy koloniści kontynuowali osiedlanie się w Delaware, także w okresie brytyjskiego panowania, jak i po rewolucji amerykańskiej. Do czasów współczesnych teren ten jest największym skupiskiem Amerykanów skandynawskiego pochodzenia.
W październiku roku 1664 tereny Nowej Szwecji (już jako część Nowej Holandii) zostały zbrojnie podbite przez Brytyjczyków i włączone do kolonii Nowy Jork.